# Крепость Али-паши
Крепость Али-паши (алб. Kalaja e Ali Pashës) — крепость на территории национального парка Бутринти, Албания. Названа в честь Али-паши Тепеленского, который проживал там до 1820 года. Нынешняя крепость была перестроена в 1819 году с нуля.

## История
Построенная во времена венецианского владычества в конце XV или начале XVI века, крепость была оплотом венецианцев на Корфу, где они могли ловить рыбу, пасти скот, выращивать оливки и заниматься лесозаготовками в Бутринти и его окрестностях. Крепость была в центре многочисленных столкновений с набирающей силу Османской империей и несколько раз переходила из рук в руки. Была разрушена отступающей французской армией в 1798 году, чтобы не допустить её попадания в руки Али-паши.
Укрепление, приписываемое Али-паше в Бутринти, находится примерно в 2,4 километрах к западу в устье канала Вивари. Оно возникло в конце XVII или начале XVIII века и представляло собой укреплённое поместье. Им владела семья с Корфу, которая обрабатывала землю на равнинах к югу от древнего города. Али-паша захватил контроль над сооружением около 1804 года и провёл ряд оборонительных усовершенствований, включая установку артиллерийских батарей. Учитывая его небольшие размеры, маловероятно, что форт делал что-либо, кроме обеспечения контроля над морским подходом к Бутринти. Его нельзя ставить в один ряд с более грозными крепостями Али-паши, такими как Тепелена, Гирокастра и Янина.